# 湳湖
湳湖，是臺灣新竹縣關西鎮的一個傳統地域名稱，位於該鎮中部偏東南。相較於今日行政區，其範圍大致為東光里東部、東山里西南半部的東南部。
本地區全境位於鳳山溪主流上游錦山溪流域範圍內。

## 歷史
台灣清治末期至日治初期，湳湖地區為一街庄，稱為「湳湖庄」，隸屬於竹北二堡。該庄西北與湖肚庄為鄰，東北與十藔庄為鄰，東南邊為蕃地，南邊為石門庄，西南邊為十六張庄。
1901年（日治明治三十四年）11月，全台廢縣廳改設二十廳，該庄隸屬於新竹廳。1909年（明治四十二年）10月，合併二十廳為十二廳，該庄隸屬不變。1920年（大正九年），廢十二廳改設五州二廳，該庄改制為「湳湖」大字，隸屬於新竹州中壢郡關西庄，大字下有「湳湖」、「十股」、「柑子樹下」小字名。1941年，關西庄升格為關西街。
戰後關西街改制為關西鎮，隸屬於新竹縣，大字亦改制為里。1950年桃、竹、苗分治，關西鎮隸屬不變。

## 交通
縣道118號是舊港至羅浮的道路，也是鳳山溪流域的主要連絡道路，大致以西北—東北走向轉東北—西南走向蜿蜒經過湳湖地區，向西轉西北可前往關西市區、新埔、竹北、南寮並止於縣道122號路口，向東南轉東北可前往馬武督、羅浮並止於省道台7線路口。